# Wehren (Fritzlar)
Wehren ist ein Stadtteil von Fritzlar im nordhessischen Schwalm-Eder-Kreis.

## Geographie
Das Dorf liegt auf einem nach Osten zum Tal der Ems geneigten Schlepphang inmitten einer nahezu waldlosen, fruchtbaren und intensiv landwirtschaftlich genutzten Ebene, die zur Fritzlarer Börde gehört. Noch heute ist rund ein Viertel der Ortsbevölkerung in der Landwirtschaft tätig, die wegen der fruchtbaren Böden sehr ertragreich ist. In dem daher noch immer stark ländlich geprägten Dorf stehen noch viele regionstypische alte Fachwerkhäuser und zeugen von der Baukunst alter Meister. Etwa 300 m südöstlich des Dorfs am Eder-Zufluss Ems liegt die Mühle Wehren am Nordwestfuß des Mühlenbergs (207,2 m). Der von Haddamar im Westen heranfließende Bach Klingelborn mündet dort in die Ems.
Etwa 1 km westlich des Dorfs befinden sich die Reste der Forkenburg, einer frühmittelalterlichen Wallburg.
Nachbarorte sind Dorla im Osten, Werkel im Südosten, Haddamar im Westen, Lohne im Nordwesten, Kirchberg im Norden und Gleichen im Nordosten. Die Kernstadt Fritzlar liegt etwa 4 km (Luftlinie) entfernt im Süden, Gudensberg etwa ebensoweit im Osten.

## Geschichte

### Ortsgeschichte
Die älteste bekannte schriftliche Erwähnung von Wehren erfolgte unter dem Namen Werhene im Jahr 1209 als der Ort im Besitz des Fritzlarer Petersstifts war. 1259 wurde der Ort als „villa“, 1272 als landgräfliche „curia“, und 1283 erneut als „villa“ bezeichnet. Erst später wurde von einem Dorf gesprochen. Es gehörte zur Landgrafschaft Hessen, die ab 1247 unter Sophie von Brabant und deren Sohn Heinrich I. aus den hessischen Besitzungen der im Mannesstamm erloschenen Ludowinger gebildet wurde. Die Niedere Gerichtsbarkeit lag zumeist bei in der näheren Umgebung ansässigen Adelsgeschlechtern, die vor Ort Besitz hatten und vom Landgrafen damit belehnt waren. So sind die Hess von Wichdorf 1345/46, die Herren von Linne 1360 und wohl auch noch 1370 (ihnen wurde 1370 durch Landgraf Heinrich II. ein Teil von Wehren versetzt), die Herren von Wehren von 1433 bis zu ihrem Aussterben Ende des 16. Jahrhunderts, und zuletzt die Herren von Heßberg von 1612 bis 1823 als örtliche Gerichtsherren beurkundet.
Neben diesen Grund- und Gerichtsherren und dem Landgrafen selbst hatten insbesondere kirchliche Einrichtungen Grundbesitz und/oder Einkünfte in Wehren. Das Fritzlarer St. Petri-Stift hatte bereits 1209 und noch mindestens bis 1450 Rent- und Zinseinkünfte zu Wehren. Der Deutsche Orden kaufte im Laufe des ausgehenden 13. und in der ersten Hälfte des 14. Jahrhunderts erheblichen Grundbesitz in Wehren: 1272 einen Hof von Landgraf Heinrich I., 1274 einen Hof vom Kloster Hasungen, 1277 eine Hube vom Kloster Breitenau, 1283 eine Hube von Heinrich von Treysa, 1318 eine Getreidegült von dem Gudensberger Schultheißen Wigand von Wehren sowie eine halbe Hube von Albert Hobemann von Wehren und schließlich 1348 einen Hof von Fritzlarer Bürgern. Das Kloster Hardehausen erwarb 1284 und 1288 Güter zu Wehren von den Herren von Gudensberg und 1333 zwei Mansen von Volpert von Alnhusen und Hermann von Borken. Auch das Kloster Weißenstein wird als Grundbesitzer erwähnt, als es im Jahre 1472 dem Priester Ludwig Holzhusen einen Zins aus zwei Höfen zu Wehren versprach.
Das Ortsadelsgeschlecht derer von Wehren ist von 1213 bis zum Ende des 16. Jahrhunderts bekundet. Die Herren von Wehren hatten im Laufe der Jahrhunderte – allerdings nicht immer gleichzeitig – erheblichen Besitz, sowohl Allodien als auch Lehnsgüter und Burgsitze, in Dorla, Riede, Wichdorf, Venne, Karlskirchen, Böddiger, Lembach, in Allendorf in den Wüsten, Ober- und Niedergude und die Burg Falkenstein mit dem Vorwerk Falkensteiner Hof, die Burg Heiligenburg, die Landwehr-Warte bei der heutigen Kalbsburg und den Weißenhof auf der Freiheit vor dem alten Tor zu Kassel.
Während des Mainzisch-Hessischen Kriegs im Jahre 1427 wurde Wehren am 21. und 22. Juli von aus Fritzlar operierenden mainzischen Reitern und Fußtruppen unter Gottfried von Leiningen ausgeplündert und verwüstet, ebenso wie die Dörfer Geismar, Haddamar, Heimarshausen, Werkel, Lohne und Balhorn.

### Verwaltungszugehörigkeit
Das Dorf gehörte bis 1821 zum landgräflich hessischen, später hessen-kasselischen Amt Gudensberg, unterbrochen nur durch die kurze Zugehörigkeit zum Kanton (und Friedensgericht) Fritzlar während des kurzlebigen Königreichs Westphalen von 1807 bis 1813. Bei den im Kurfürstentum Hessen 1821, 1848 und 1851 durchgeführten Verwaltungsreformen kam das Dorf sukzessive zum Kreis Fritzlar, zum Bezirk Fritzlar und wieder zum Kreis Fritzlar. 1932 wurde es Teil des zusammengelegten Kreises Fritzlar-Homberg (1939 umbenannt in Landkreis Fritzlar-Homberg), und seit 1974 gehört es zum Schwalm-Eder-Kreis.
Zum 31. Dezember 1971 wurde die bis dahin selbständige Gemeinde Wehren im Zuge der Gebietsreform in Hessen auf freiwilliger Basis in die Stadt Fritzlar eingemeindet. Für Wehren wurde, wie für die übrigen Stadtteile, ein Ortsbezirk mit Ortsbeirat und Ortsvorsteher nach der Hessischen Gemeindeordnung eingerichtet.

### Bevölkerung
Einwohnerstruktur 2011
Nach den Erhebungen des Zensus 2011 lebten am Stichtag dem 9. Mai 2011 in Wehren 294 Einwohner. Darunter waren 9 (3,1 %) Ausländer.
Nach dem Lebensalter waren 45 Einwohner unter 18 Jahren, 132 zwischen 18 und 49, 75 zwischen 50 und 64 und 45 Einwohner waren älter.
Die Einwohner lebten in 114 Haushalten. Davon waren 27 Singlehaushalte, 33 Paare ohne Kinder und 45 Paare mit Kindern, sowie 9 Alleinerziehende und keine Wohngemeinschaften. In 18 Haushalten lebten ausschließlich Senioren und in 81 Haushaltungen lebten keine Senioren.
Einwohnerentwicklung
- 1575/85: 21 Hausgesesse
- 1639: 7 verheiratete, 2 verwitwete Hausgesesse
- 1735: 29 Mannschaften
- 1742: 32 1⁄2 Häuser
- 1747: 33 Hausgesesse, 196 Einwohner

| Wehren: Einwohnerzahlen von 1834 bis 2020 | Wehren: Einwohnerzahlen von 1834 bis 2020 | Wehren: Einwohnerzahlen von 1834 bis 2020 | Wehren: Einwohnerzahlen von 1834 bis 2020 | Wehren: Einwohnerzahlen von 1834 bis 2020 |
| --- | ----------------------------------------- | ----------------------------------------- | ----------------------------------------- | ----------------------------------------- |
| Jahr |                                           |                                           |                                           | Einwohner                                 |
| 1834 | 1834                                      |                                           | 279                                       | 279                                       |
| 1840 | 1840                                      |                                           | 291                                       | 291                                       |
| 1846 | 1846                                      |                                           | 296                                       | 296                                       |
| 1852 | 1852                                      |                                           | 282                                       | 282                                       |
| 1858 | 1858                                      |                                           | 255                                       | 255                                       |
| 1864 | 1864                                      |                                           | 265                                       | 265                                       |
| 1871 | 1871                                      |                                           | 278                                       | 278                                       |
| 1875 | 1875                                      |                                           | 277                                       | 277                                       |
| 1885 | 1885                                      |                                           | 274                                       | 274                                       |
| 1895 | 1895                                      |                                           | 256                                       | 256                                       |
| 1905 | 1905                                      |                                           | 262                                       | 262                                       |
| 1910 | 1910                                      |                                           | 279                                       | 279                                       |
| 1925 | 1925                                      |                                           | 259                                       | 259                                       |
| 1939 | 1939                                      |                                           | 246                                       | 246                                       |
| 1946 | 1946                                      |                                           | 465                                       | 465                                       |
| 1950 | 1950                                      |                                           | 445                                       | 445                                       |
| 1956 | 1956                                      |                                           | 344                                       | 344                                       |
| 1961 | 1961                                      |                                           | 313                                       | 313                                       |
| 1967 | 1967                                      |                                           | 304                                       | 304                                       |
| 1980 | 1980                                      |                                           | ?                                         | ?                                         |
| 1990 | 1990                                      |                                           | ?                                         | ?                                         |
| 2000 | 2000                                      |                                           | ?                                         | ?                                         |
| 2007 | 2007                                      |                                           | 298                                       | 298                                       |
| 2011 | 2011                                      |                                           | 294                                       | 294                                       |
| 2015 | 2015                                      |                                           | 280                                       | 280                                       |
| 2020 | 2020                                      |                                           | 261                                       | 261                                       |
| Datenquelle: Historisches Gemeindeverzeichnis für Hessen: Die Bevölkerung der Gemeinden 1834 bis 1967. Wiesbaden: Hessisches Statistisches Landesamt, 1968. Weitere Quellen: LAGIS; Stadt Fritzlar; Zensus 2011 |                                           |                                           |                                           |                                           |

Historische Religionszugehörigkeit
 Quelle: Historisches Ortslexikon
| • 1834: | alle Einwohner evangelisch-reformiert                              |
| • 1885: | 270 evangelische (= 99,63 %), ein jüdischer (= 0,37 %) Einwohner   |
| • 1961: | 267 evangelische (= 85,30 %), 34 katholische (= 10,86 %) Einwohner |

Historische Erwerbstätigkeit
| • 1961 | Erwerbspersonen: 105 Land- und Forstwirtschaft, 39 Produzierendes Gewerbe, 4 Handel und Verkehr, 12 Dienstleistungen und Sonstiges |

## Politik
Der Ortsbeirat besteht aus fünf Mitgliedern. Bei der Kommunalwahl 2021 betrug die Wahlbeteiligung zum Ortsbeirat 74,74 %. Alle derzeitigen Mitglieder gehörten der „Wählergemeinschaft Wehren“ an. Der Ortsbeirat wählte Karl-Heinz Lepp zum Ortsvorsteher.

## Kultur und Sehenswürdigkeiten
Dorfkirche

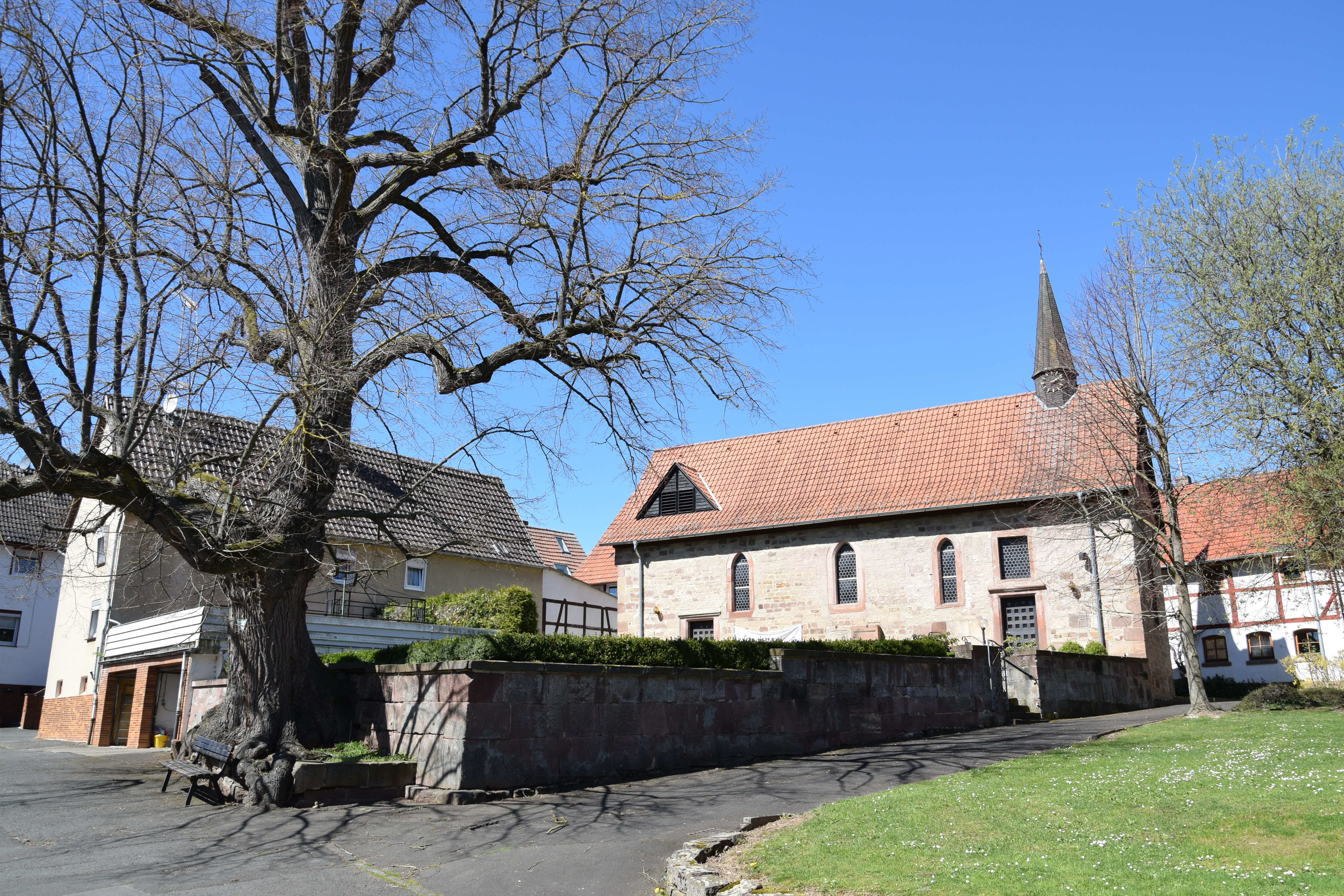
Gerichtslinde und Kirche in Wehren

Die kleine Dorfkirche befindet sich auf einer leichten Erhebung in der Ortsmitte. Es ist ein gestreckter gotischer Rechteckbau, der möglicherweise einige noch romanische Teile enthält. In den Jahren 1687 und 1765 wurde die Kirche erneuert; dabei wurde der alte Westturm abgebrochen. Die Emporen stammen aus der zweiten Hälfte des 17. Jahrhunderts, die Kanzel ist aus dem Jahr 1687.
Der einstige Kirch- und Friedhof ist heute ein von Bäumen umstandener kleiner Park; der neue Friedhof liegt rund 150 Meter weiter östlich in der Nähe des östlichen Ortsrands.
Gerichtslinde
Südlich vor der Kirche steht am Fuße der Kirchhofmauer, direkt an der Straße, eine alte Dorflinde, einst wohl eine Gerichtslinde. Ihr Alter wird auf 200–300 Jahre geschätzt. Die markanten Wurzeln der 19 Meter hohen, als Naturdenkmal ausgewiesenen Sommerlinde verlaufen über Straßenniveau entlang der Stützmauer.

## Verkehr
Im Ortsbereich treffen sich die Kreisstraßen K 79 von Werkel im Süden nach Kirchberg im Norden und die in Ost-West-Richtung verlaufende K 80 von Dorla zur Bundesstraße 450 unweit nördlich von Haddamar. Die Bundesautobahn 49 verläuft etwa 1 km südöstlich des Dorfs und kann in Gudensberg erreicht werden. Die B 450 von Fritzlar nach Wolfhagen verläuft in Nord-Süd-Richtung 1,5 km westlich des Dorfs.